# Jakob Davies
Jakob Davies (* 29. Januar 2003 in White Rock, British Columbia) ist ein kanadischer Schauspieler.

## Leben
Davies wurde am 29. Januar 2003 im kanadischen White Rock geboren. Erste schauspielerische Erfahrungen sammelte er 2010 im Kurzfilm Kid’s Court, als Nebendarsteller in den Filmen Familie wider Willen, Santa Pfotes großes Weihnachtsabenteuer und True Blue sowie in zwei Episoden der Fernsehserie Smallville in der Rolle des Alexander. In den nächsten Jahren konnte er sich als Fernsehfilm- und Episodendarsteller als Schauspieler etablieren. Von 2011 bis 2017 stellte er die Rolle des Pinocchio in der Fernsehserie Once Upon a Time – Es war einmal … dar. 2013 übernahm er die Rolle des Layton im Film Die Karte meiner Träume. 2014 war er im Film Wenn ich bleibe als Teddy Hall und in Hectors Reise oder die Suche nach dem Glück als Darsteller des jungen Hector, der als Erwachsener von Simon Pegg verkörpert wurde, zu sehen. 2017 übernahm er die größere Rolle des Lucas Weller im Science-Fiction-Thriller The Humanity Bureau – Flucht aus New America an der Seite von Nicolas Cage.

## Filmografie (Auswahl)
- 2010: Kid’s Court (Kurzfilm)
- 2010: The Tortured – Das Gesetz der Vergeltung (The Tortured)
- 2010: Smallville (Fernsehserie, 2 Episoden)
- 2010: Familie wider Willen (A Family Thanksgiving, Fernsehfilm)
- 2010: Santa Pfotes großes Weihnachtsabenteuer (The Search for Santa Paws)
- 2010: True Blue (Fernsehfilm)
- 2011: Gregs Tagebuch 2 – Gibt’s Probleme? (Diary of a Wimpy Kid: Rodrick Rules)
- 2011: R. L. Stine’s The Haunting Hour (Fernsehserie, Episode 1x18)
- 2011: Three Weeks, Three Kids (Fernsehfilm)
- 2011–2017: Once Upon a Time – Es war einmal … (Once Upon a Time, Fernsehserie, 6 Episoden)
- 2012: Fringe – Grenzfälle des FBI (Fringe, Fernsehserie, Episode 4x08)
- 2012: Das gibt Ärger (This Means War)
- 2012: The Tall Man – Angst hat viele Gesichter (The Tall Man)
- 2012: Ein Hund namens Duke (Duke, Fernsehfilm)
- 2012: The Worst Day Ever (Kurzfilm)
- 2012: Supernatural (Fernsehserie, Episode 7x14)
- 2013: Mr. Young (Fernsehserie, Episode 3x21)
- 2013: King & Maxwell (Fernsehserie, Episode 1x04)
- 2013: Die Karte meiner Träume (The Young and Prodigious T.S. Spivet)
- 2013–2014: Spooksville (Fernsehserie, 2 Episoden)
- 2014: Hectors Reise oder die Suche nach dem Glück (Hector and the Search for Happiness)
- 2014: Wenn ich bleibe (If I Stay)
- 2014: Supernatural (Fernsehserie, Episode 10x01)
- 2015: The Birdwatcher
- 2017: The Adventure Club
- 2017: Woody Woodpecker
- 2017: The Humanity Bureau – Flucht aus New America (The Humanity Bureau)
- 2019: Einfach unheimlich (Creeped Out, Fernsehserie, Episode 2x03)